# Preuve de vie
Ne doit pas être confondu avec Certificat de vie.
Le concept de preuve de vie - en anglais : Proof of Life - est inhérent à la prise d'otage. Dans la négociation entre les preneurs d'otage et leurs interlocuteurs, la preuve de vie est souvent une marque de confiance entre les deux parties. Il s'agit la plupart du temps d'une vidéo montrant l'otage ou les otages en question. On peut aussi lui faire tenir un journal, ou tout autre document daté, afin de permettre de resituer temporellement la vidéo ou la photographie. 
Le but est, pour les preneurs d'otage, de montrer qu'ils ont bien les cartes en main pour exiger ce qu'ils revendiquent, et, pour les interlocuteurs, de s'assurer de l'état de santé de l'otage.
Le concept de "preuve de vie" a été popularisé en France à partir de 2007 par les journalistes, dans le contexte de la détention d'otages en Colombie. 
L'utilisation de ce concept n'est pas sans danger, car elle banalise la description du lien entre l'otage et son geolier en déshumanisant l'otage. En effet, 
- ce terme inclut une notion de "marchandise" : on fournit/on détient une "preuve de vie". Cette preuve est une garantie pour le vendeur que la "marchandise" reste "présentable", "échangeable", "monnayable". On contribue donc à masquer la violence de la relation asymétrique entre l'otage et le preneur d'otage.
- l'utilisation d'un terme "standardisé" induit le sentiment que la situation devient tellement courante ou banale que l'on peut se permettre de prendre des raccourcis pour en faire état.